# 망상해수욕장
망상해수욕장은 1977년 3월 17일 국민관광지 제2호로 지정된 강원특별자치도 동해시 망상동에 소재의 해수욕장이다.

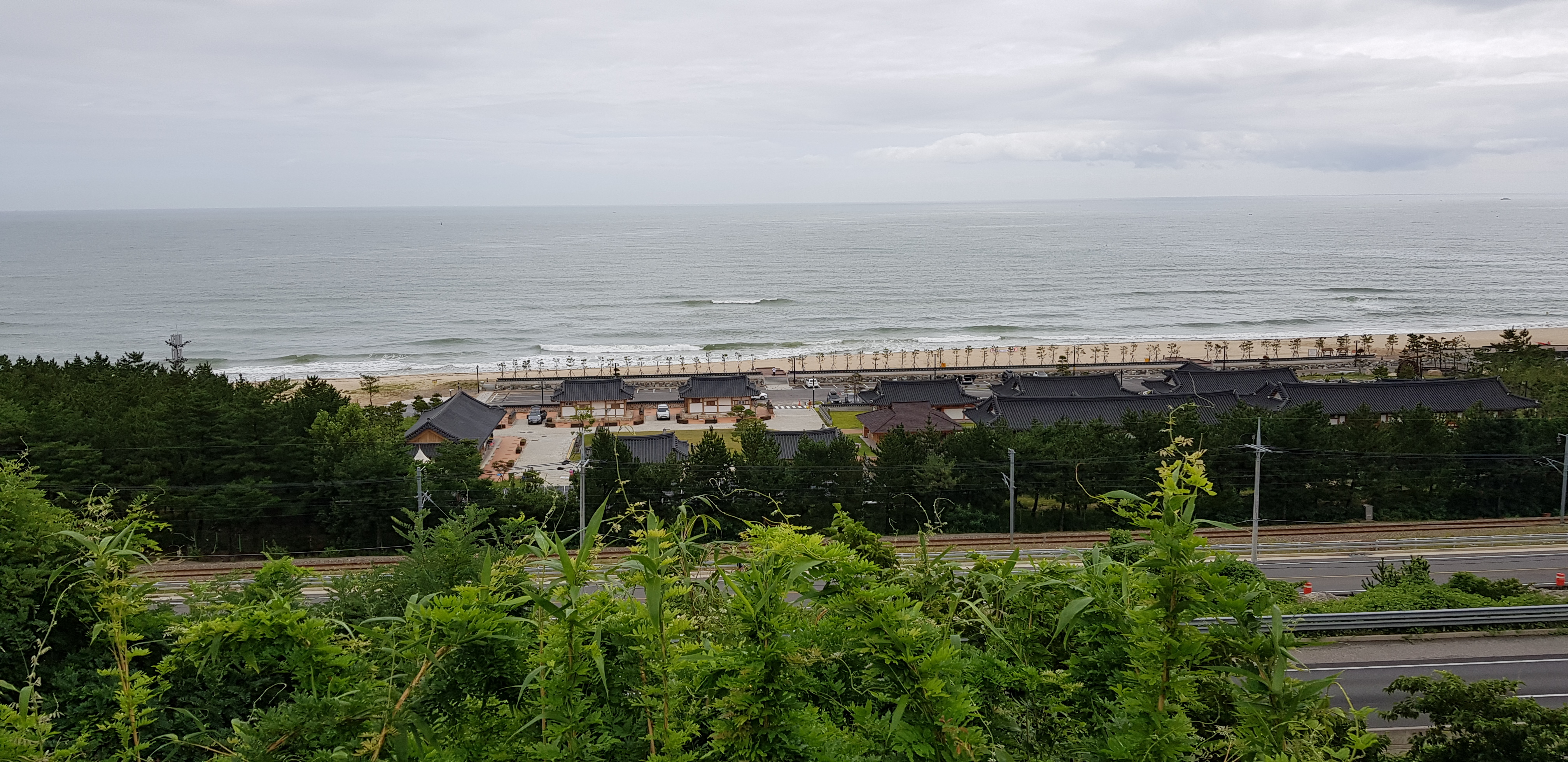
망상해수욕장

## 개요
해수욕장의 수용 가능인원은 5만명이며 야영장, 망상오토캠핑리조트, 호텔, 민박, 상가, 탈의장이동형, 샤워장, 급수대 등을 갖추고 있다. 인근에 영동선 철도의 망상해수욕장역이 위치한다.

## 주변 명소
- 무릉계곡
- 천곡동굴
- 두타산

## 같이 보기
- 동해시
- 대한민국의 해수욕장 목록